# Ẑ
Ẑ は、ラテン文字 Z にサーカムフレックス (^) を付けた文字で、中国語のピン音などで使われる。
- 拼音では、綴りを短くする為に、zhをẑと省略して表記することが認められているが、あまり使用されてはいない。

また、ISO 9における翻字体系において、キリル文字の Ѕ に対応するラテン文字として用いられる。

## 文字コード
| 大文字 | Unicode | JIS X 0213 | 文字参照         | 小文字 | Unicode | JIS X 0213 | 文字参照         | 備考 |
| ------ | ------- | ---------- | ---------------- | ------ | ------- | ---------- | ---------------- | ---- |
| Ẑ      | U+1E90  | -          | &#x1E90; &#7824; | ẑ      | U+1E91  | -          | &#x1E91; &#7825; |      |